# Girolamo Manfredi

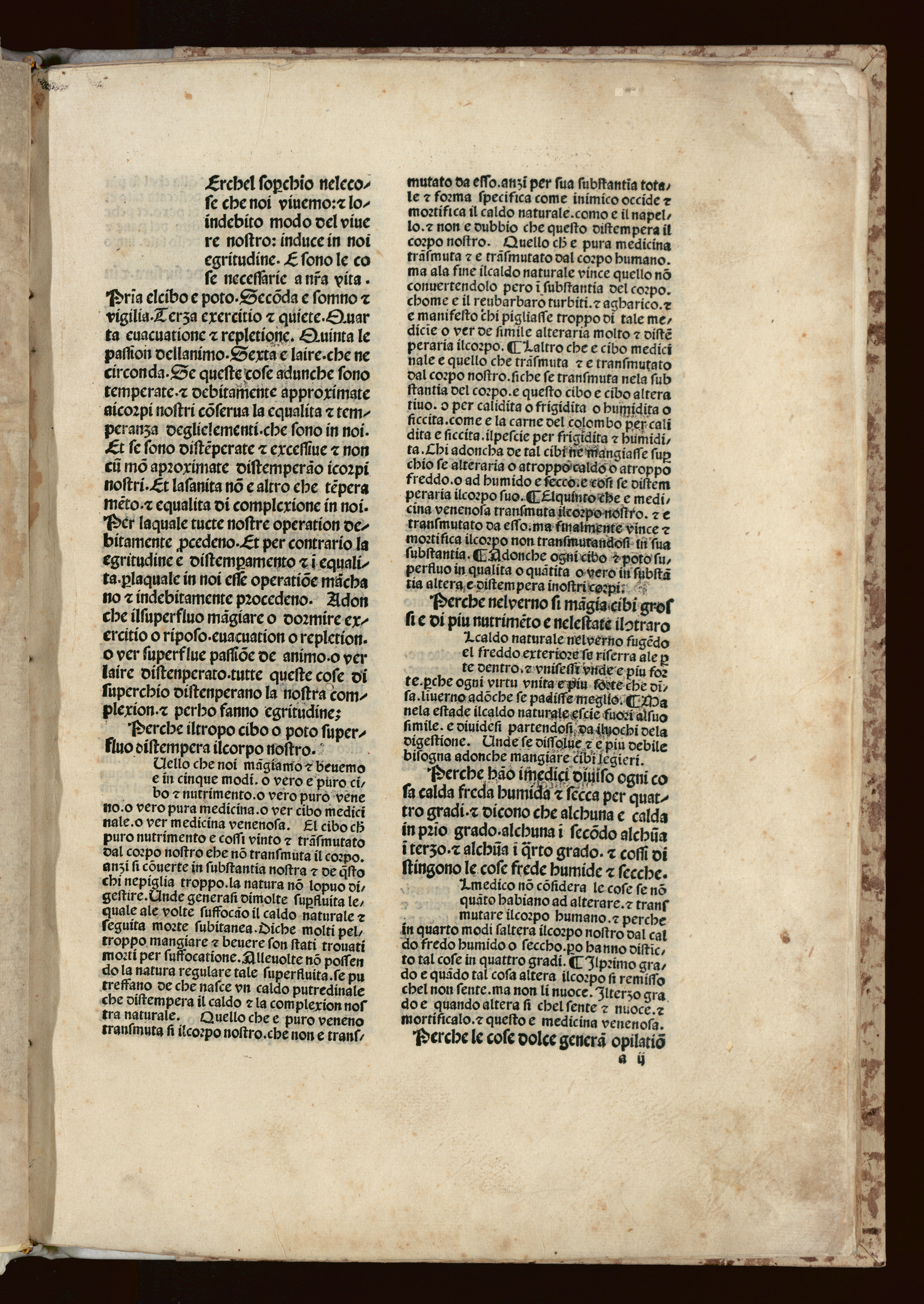
Liber de homine, 1497

Girolamo Manfredi (Bologna, 1430 circa – Bologna, 1493) è stato un filosofo, medico e astrologo italiano.

## Biografia
Sappiamo che il padre si chiamava Antonio, mentre i suoi fratelli si laurearono in diritto canonico ed ebbero notevoli incarichi. Nel 1453 era "studens in artibus" a Bologna, ma concluse gli studi a Ferrara e si laureò nel 1455. A Ferrara entrò in contatto con circoli umanistici. Insegnò logica a Bologna; entrò negli ordini minori e nel 1459 ebbe la tonsura.
Nel 1466 ottenne il dottorato in medicina all'università di Parma, continuando a insegnare a Bologna nel 1465–66. Continuò poi a insegnare varie materie a Bologna, fino alla morte. Riceveva un compenso superiore alla media ed è il docente più citato nei Libri partitorum. Esercitò l'astrologia e fu attaccato, fra gli altri, da Giovanni Pico della Mirandola (Disputationes adversus astrologiam divinatricem).
Collaborò con Cola Montano e Galeotto Marzio. Scrisse opere divulgative in volgare. La sua opera Il Perché fu un successo per secoli. I suoi studi hanno ispirato l'opera di altri scienziati, tra cui l'astronomo Jerónimo Cortés.

## Opere
- Tractato de la pestilentia, Bologna, Johann Schriber, 1478.
- Prognosticon anni 1490, Bologna, Bazaliero Bazalieri, 1489.
- Liber de homine, Bologna, Ugo Ruggeri, 1497.